# Huta Imbaru Sim
Huta Imbaru Sim is een bestuurslaag in het regentschap Padang Lawas Utara van de provincie Noord-Sumatra, Indonesië. Huta Imbaru Sim telt 879 inwoners (volkstelling 2010).